# 1816 en Lorraine
Chronologie de la Lorraine
- 1812
- 1813
- 1814
- 1815
- 1816
- 1817
- 1818
- 1819
- 1820

Cette page est une liste d'événements qui se sont produits durant l'année 1816 en Lorraine.

## Éléments de contexte
- 1816 et les premiers mois de 1817 sont marqués par la disette[1]. LA ville de Metz est particulièrement touchée[2].

## Événements

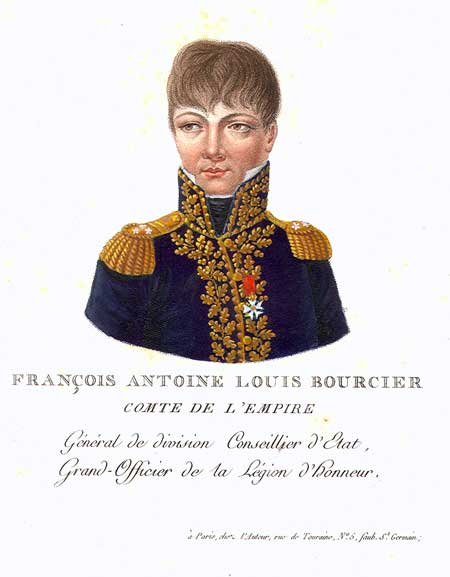
François Antoine Louis Bourcier

- Élus du département de la Meurthe à la chambre des députés : François Antoine Louis Bourcier qui siège au centre et vote avec la majorité; François Balthazar Lafrogne qui siège au centre gauche; Charles Louis Dieudonné Grandjean; Antoine Jankovicz de Jeszenicze;  Antoine Dubois de Riocour et  Joseph-Dominique Louis
- Sont élus députés de la Meuse : Charles-Guillaume Étienne; Charles Nicolas d'Anthouard de Vraincourt; Pierre Dieudonné Louis Saulnier; Jean-Baptiste Raulin;  Pierre Joseph Vallée et Dominique Christophe Bazoche
- Sont élus députés de la Moselle : Jean Ernouf;  Jacques Le Bourgeois du Cherray député de 1816 à 1818 et de 1820 à 1823, siégeant à droite, dans la majorité soutenant les gouvernements de la Restauration; Jean-Baptiste Dominique Rolland député de 1818 à 1821, siégeant à gauche, dans l'opposition à la Restauration; François de Wendel (1778-1825); Pierre Charles Maud'huy; Jean-Baptiste Pierre de Semellé; Joseph de Turmel; François Gabriel Simon; Paul Grenier (général); François Durand de Tichemont; Joseph-Gaspard d'Hoffelize; Jean-Baptiste Voysin de Gartempe et Dominique-Charles-Ignace d'Hausen de Weidesheim
- Sont élus députés des Vosges : Nicolas Welche; Christophe Doublat; Louis Léopold Buquet; Louis Daniel Champy et Joseph Falatieu

- Début 1916, le corps d'occupation russe quitte Nancy pour Maubeuge, siège du quartier général Russe. Fort de 30 000 hommes[3], il était composé de régiments de dragons, d'infanterie et de régiments cosaques, d'une division du génie et de divisions d'artillerie. Le corps était commandé par le comte Michel Vorontsov[4].

## Naissances

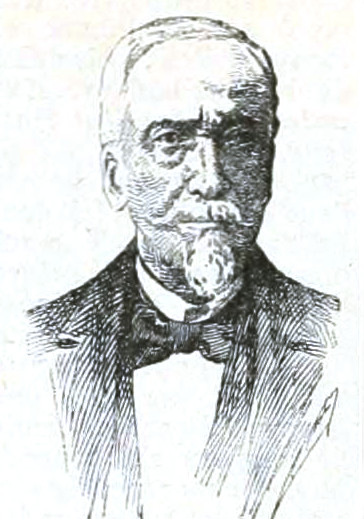
Joseph Fayard.

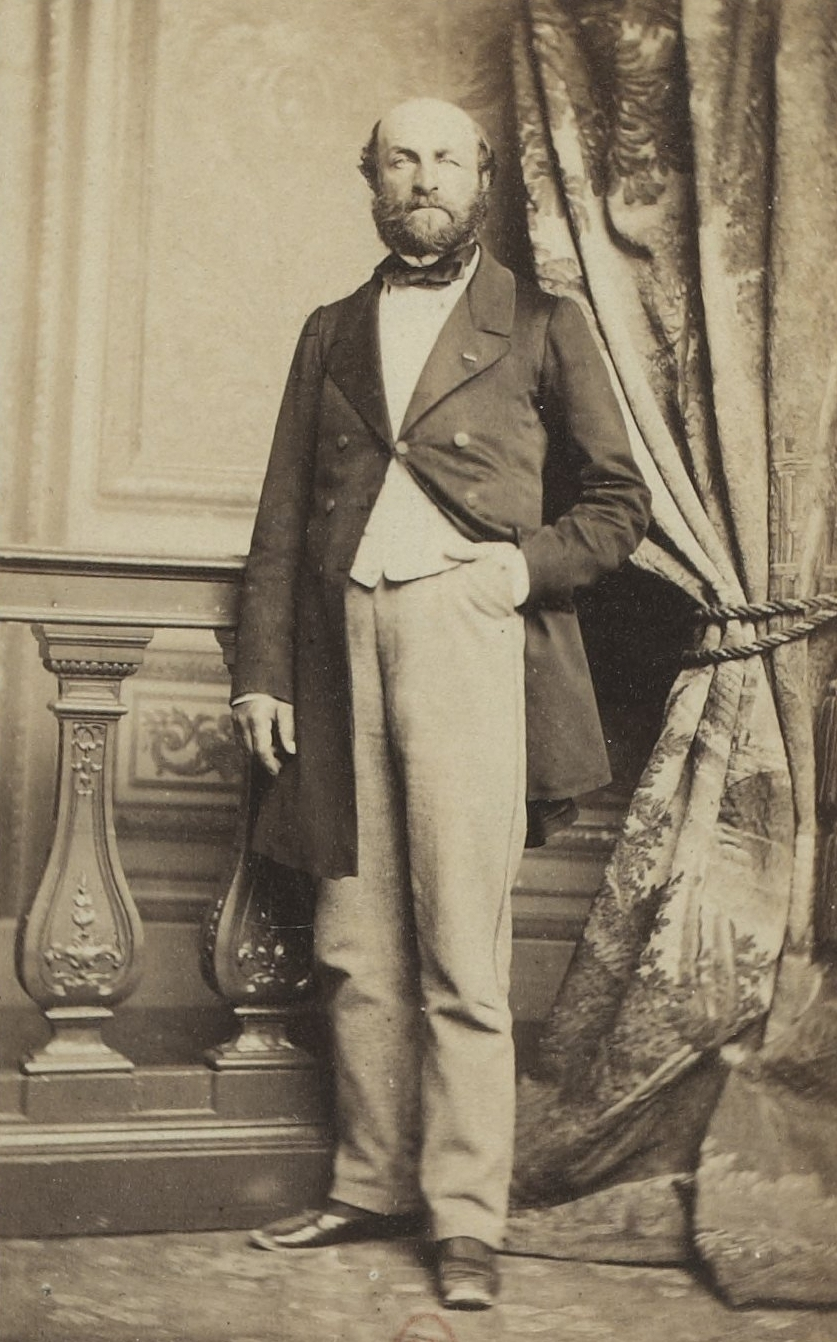
Antoine Joseph Drouot.

- 6 janvier à Metz : Charles Eugène Durand de Villers (décédé en 1893), général de brigade français.
- 21 mars à Épinal : Jean-François Cerquand, mort le 13 mai 1888, érudit et écrivain français, auteur d'études historiques, mythologiques et ethnographiques.
- 2 avril à Metz : Joseph Albin Fayard (décédé en 1908), homme politique français. Il fut sénateur de la Drôme de 1885 à 1908.
- 7 avril à Neufchâteau : Claude Constant Claudot, homme politique français décédé le 10 février 1883 à Épinal (Vosges).
- 14 avril à Nancy : Antoine Joseph Drouot, mort à Nancy le 17 septembre 1897, homme politique français.
- 20 avril à Épinal : Félix-Arthur Ballon mort à Nancy le 27 octobre 1883, avocat, journaliste et bibliothécaire français, également préfet des Vosges et du Lot-et-Garonne au début de la deuxième république.
- 17 mai à Metz : Théodore-Joseph Boudet de Puymaigre (décédé en 1901), homme de lettres français du XIXe siècle. Il est notamment l'auteur des Chants populaires recueillis dans le pays messin.
- 14 août à Forbach : Charles Grégoire Léonard Peyssard, mort le 10 octobre 1875 à Nantes[5], officier saint-cyrien.
- 2 septembre à Tomblaine : Jean-Baptiste Drouin, décédé le  11 mars 1898 à Paris, homme politique français, député de la Seine en 1871.
- 19 septembre à Thionville : François-Joseph-Aimé Georges de Lemud dit Aimé de Lemud, mort le 9 avril 1887[6] à Nancy, est un peintre, graveur, lithographe et statuaire français.
- 10 octobre à Metz : Marie François Jean Baptiste Delavigne dit Maurice Desvignes, mort le 10 août 1898 à Clermont-en-Argonne (Meuse), journaliste et auteur dramatique français.
- 15 octobre à Bassing : Pierre Jacques Antoine Béchamp, mort le 15 avril 1908 à Paris, médecin, chimiste et pharmacien français, auteur d'une théorie sur les « microzymas ».
- 25 octobre à Metz : Jean Nicolas Eugène Vesco (1816-1880), officier de marine français. Chirurgien et naturaliste, il collecta de nombreux spécimens pour la Société d'histoire naturelle de la Moselle et le Muséum national d'histoire naturelle de Paris.

## Décès
- à Nancy : Étienne Mollevaut, né à Jouy-sous-les-Côtes (Meuse), le 20 juillet 1744, député de la Meurthe à la Convention nationale, au Conseil des Anciens, au Conseil des Cinq-Cents et au Corps législatif de l'an VIII à 1807.
- 7 août à Ugny-sur-Meuse (Meuse) : Joseph Bernard, né le 28 juillet 1745 dans le même village, homme politique français.
- 12 décembre à Arches: Léopold Grégoire Desgranges Cadet, papetier français né en 1759 à Luxeuil (Haute-Saône) .